# تپه ایشان الفرج ۳
تپه ایشان الفرج ۳ مربوط به سده‌های اولیه دوران‌های تاریخی پس از اسلام است و در شهرستان شوشتر، روستای بنه اسد واقع شده و این اثر در تاریخ ۵ آذر ۱۳۸۰ با شمارهٔ ثبت ۴۳۸۱ به‌عنوان یکی از آثار ملی ایران به ثبت رسیده است.